# Gossa
Gossa ist ein Ortsteil der Gemeinde Muldestausee im Landkreis Anhalt-Bitterfeld in Sachsen-Anhalt.
Bis zur Neubildung der Einheitsgemeinde Muldestausee am 1. Januar 2010 war Gossa eine selbständige Gemeinde in der Verwaltungsgemeinschaft Muldestausee-Schmerzbach. Letzter Bürgermeister von Gossa war Waldemar Dombek.

## Geografie
Gossa mit dem Ortsteil Schmerz (Eingemeindung am 20. Juli 1950) liegt zwischen Dessau-Roßlau und Leipzig am Rande der Dübener Heide.

## Geschichte
Der Ort gehörte bis 1815 zum kursächsischen Amt Bitterfeld. Durch die Beschlüsse des Wiener Kongresses kam er zu Preußen und wurde 1816 dem Kreis Bitterfeld im Regierungsbezirk Merseburg der Provinz Sachsen zugeteilt, zu dem er bis 1944 gehörte. Am 20. Juli 1950 wurde die Nachbargemeinde Schmerz eingegliedert.

## Wappen
Blasonierung: „In Gold drei grüne Fichten belegt mit einer rechtsgewendeten schwarzen Amsel.“
Die Farben sind Schwarz, Gold (Gelb) und Grün.
Das Wappen wurde 1992 vom Kommunalheraldiker Jörg Mantzsch gestaltet und ins Genehmigungsverfahren geführt. Es reflektiert den etymologischen Bezug zu den slawischen Namen beider Ortsteile: So bedeuten altsorbisch Gossa (Schreibweise gosov) = Amsel; Schmerz (Schreibweise smards) = Fichte. Im Jahr 1435 lautet die Schreibweise von Gossa = gossaw, im Jahr 1456 von Schmerz = smorcz.

## Kultur und Sehenswürdigkeiten

### Bauwerke
Die Dorfkirche wurde im romanischen Stil errichtet. Sie ist ausgestattet mit einer Orgel des bekannten Orgelbaumeisters Johann Andreas Zuberbier. Das in Schmerz befindliche Gut gehörte der in Altpouch ansässigen Linie der Grafen zu Solms-Sonnewalde.

## Verkehrsanbindung
Direkt durch den Ort verläuft in die Bundesstraße 100 von Bitterfeld nach Gräfenhainichen.